# Organização da Igreja Ortodoxa
A Igreja Ortodoxa é uma comunhão que compreende as catorze ou dezesseis Igrejas hierárquicas autocéfalas (autogovernadas) separadas que se reconhecem como Igrejas cristãs ortodoxas "canônicas". 
Cada Igreja constituinte é autogovernada; seu bispo de mais alta patente, chamado primaz (patriarca, metropolita ou arcebispo) não se reporta a nenhuma autoridade terrena superior. Cada Igreja regional é composta de eparquias constituintes (ou dioceses) governadas pelos bispos. Algumas Igrejas autocéfalas deram a uma eparquia ou grupo de eparquias vários graus de autonomia (governo autônomo). Essas Igrejas autônomas mantêm vários níveis de dependência de sua Igreja mãe, geralmente definidas em um Tomos ou outro documento de autonomia. Em muitos casos, as Igrejas autônomas são quase completamente autogovernadas, com a Igreja mãe mantendo apenas o direito de nomear o bispo de mais alto escalão (um arcebispo ou metropolita) da Igreja autônoma.  
A governança normal é decretada por meio de um sínodo de bispos dentro de cada Igreja. No caso de questões que vão além do escopo de uma única Igreja, várias Igrejas autônomas enviam representantes para um sínodo mais amplo, às vezes suficientemente amplo para ser chamado de "concílio ecumênico" ortodoxo. Considera-se que esses concílios têm autoridade superior à de qualquer Igreja autocéfala ou seu bispo hierárquico.     

## Governança da Igreja
A Igreja Ortodoxa é descentralizada, sem autoridade central, chefe terreno ou um único bispo em um papel de liderança. Assim, a Igreja Ortodoxa usa canonicamente um sistema sinódico, que é significativamente diferente da Igreja Católica Romana hierarquicamente organizada que segue a doutrina da supremacia papal. As referências ao Patriarca Ecumênico de Constantinopla como líder são uma interpretação errônea de seu título ("primeiro entre iguais"). Seu título é mais uma honra do que uma autoridade e, de fato, o Patriarca Ecumênico não tem autoridade real sobre outras Igrejas além da Constantinopolita. Seu papel único freqüentemente vê o Patriarca Ecumênico referido como o "líder espiritual" da Igreja Ortodoxa em algumas fontes.   
As Igrejas autocéfalas estão normalmente em plena comunhão entre si, portanto, qualquer sacerdote de qualquer uma dessas Igrejas pode ministrar legalmente a qualquer membro de qualquer uma delas, e nenhum membro de nenhuma é excluído de qualquer forma de adoração em nenhuma das outras, incluindo a recepção da Eucaristia.
No início da Idade Média, a Igreja Cristã primitiva era governada por cinco patriarcas como a Igreja estatal de Roma: os Bispos de Roma, Constantinopla, Alexandria, Antioquia e Jerusalém; estes foram coletivamente referidos como a Pentarquia. Cada patriarca tinha jurisdição sobre os bispos em uma região geográfica especificada. Isso continuou até 927, quando o arcebispado búlgaro Autônomo (arcebispado de Plisca) se tornou o primeiro patriarcado recém-promovido a se juntar aos cinco originais.   
O patriarca de Roma foi "o primeiro em lugar de honra" entre os cinco patriarcas. O desacordo sobre os limites de sua autoridade foi uma das causas do Grande Cisma, datado de 1054, que dividiu a Igreja cristã na Igreja Católica Romana no Ocidente, chefiada pelo Bispo de Roma, e na Igreja Católica Ortodoxa, liderada por os quatro patriarcas orientais (Constantinopla, Jerusalém, Antioquia e Alexandria). Após o cisma, esse primado honorário mudou para o Patriarca de Constantinopla, que anteriormente havia sido classificado em segundo lugar no Primeiro Concílio de Constantinopla.    
No século V, a Ortodoxia Oriental se separou do Cristianismo calcedoniano (e, portanto, é separado da Igreja Católica Romana e da Igreja Católica Ortodoxa), bem antes do Grande Cisma do século XI. Não deve ser confundida com a Ortodoxia.   

## Jurisdições

Territórios canônicos de jurisdições ortodoxas autocefálicas e autônomas (2022).

### Igrejas Ortodoxas autocéfalas
Classificado em ordem de antiguidade, com o ano de independência (autocefalia) entre parênteses, quando aplicável.

#### Patriarcados antigos
1. Patriarcado de Constantinopla (Séc. I; independência em 330, da Metrópole de Perinto, autocefalia reconhecida em 451, no Concílio de Calcedônia; designação como Patriarcado desde 531);
2. Patriarcado de Alexandria (Séc. I; independência em 325, autocefalia reconhecida em 451, no Concílio de Calcedônia; designação como Patriarcado desde 531);
3. Patriarcado de Antioquia (Séc. I; independência em 325, autocefalia reconhecida em 451, no Concílio de Calcedônia; designação como Patriarcado desde 531);
4. Patriarcado de Jerusalém (Séc. I; independência da metrópole de Cesareia da Palestina do Patriarcado de Antioquia e autocefalia reconhecida em 451, no Concílio de Calcedônia; designação como Patriarcado desde 531).

Esses quatro patriarcados ortodoxos antigos são das cinco sés episcopais que formavam a histórica Pentarquia, o quinto sendo  a Sé de Roma. Todos adotaram a Definição Calcedônia e permaneceram em comunhão após o cisma que se seguiu ao Concílio de Calcedônia em 451. O concílio foi o quarto dos Concílios Ecumênicos que são aceitos pelas Igrejas calcedonianas, que incluem as Igrejas ortodoxas, e também a católica romana e a maioria dos protestantes. Foi o primeiro concílio a não ser reconhecido por nenhuma Igreja ortodoxa oriental (classificada como não calcedoniana).
Hoje em dia, a importância de todos os quatro patriarcados antigos é diminuída, porque suas visões estão localizadas em países e cidades modernas onde os cristãos são minoria.    
O título de Patriarca foi criado em 531 por Justiniano.

#### Novos patriarcados
1. Patriarcado búlgaro (Séc. I e séc. IX; autocefalia em 870; patriarcado em 927)[7]
2. Patriarcado georgiano (Séc I e séc. IV; autocefalia em 486; patriarcado em 1010)
3. Patriarcado sérvio (Séc. IX; autocefalia em 1219; patriarcado em 1346)
4. Patriarcado de Moscou (Séc. I e 988; autocefalia em 1448; patriarcado em 1589)[8][a]
5. Patriarcado romeno (Séc. III; autocefalia em 1872; patriarcado em 1925)

#### Arcebispados autocéfalos
1. Igreja de Chipre (431, reconhecida em 478)
2. Igreja da Grécia (1833, reconhecida em 1850)
3. Igreja Ortodoxa da Albânia (1922, reconhecida em 1937)
4. Igreja Ortodoxa da Macedônia - Arcebispado de Ocrida (1959, autocefalia em 19 de julho de 1967, reconhecida pelo Patriarcado da Sérvia em 24 de maio de 2022)[9][10]

#### Metrópoles autocéfalas
1. Igreja Ortodoxa Polonesa (1924, reconhecida pelo Patriarcado de Constantinopla e, 1948, pelo Patriarcado de Moscou)[b]
2. Igreja Ortodoxa das Terras Tchecas e Eslováquia (1923, reconhecida em 1951 pelo Patriarcado de Moscou e, em 1998, pelo Patriarcado de Constantinopla)[c]
3. Igreja Ortodoxa na América (1970, reconhecida pela Igreja Ortodoxa Russa e outras 5 Igrejas, mas não reconhecida pelo Patriarcado Ecumênico)[12]
4. Igreja Ortodoxa da Ucrânia (988, autocefalia em 15 de dezembro de 2018, reconhecida pelo Patriarcado Ecumênico em 5 de janeiro de 2019, pela Igreja da Grécia em 12 de outubro de 2019 e pelo Patriarcado de Alexandria em 8 de novembro de 2019)[13][14][15][16][17][18][19][20]

Os quatro patriarcados antigos são os mais antigos, seguidos pelos cinco patriarcados juniores. Os arcebispos autocéfalos seguem os patriarcados na antiguidade, com a Igreja de Chipre sendo a única antiga (431). Nos dípticos da Igreja Ortodoxa Russa e em algumas de suas Igrejas filhas (por exemplo, a Igreja Ortodoxa na América), o ranking das cinco Igrejas patriarcais juniores é diferente. Seguindo a Igreja Russa na hierarquia, está a Georgiana, seguida pela Sérvia, Romena e, em seguida, pela Igreja da Bulgária. O ranking dos arcebispados é o mesmo.

### Igrejas Ortodoxas autônomas

Diagrama com a organização da Igreja Ortodoxa

#### Sob o Patriarcado de Constantinopla
- Comunidade Monástica Autônoma do Monte Athos
- Igreja Ortodoxa Apostólica da Estônia* (autonomia reconhecida pelo Patriarcado Ecumênico, mas não pela Igreja Ortodoxa Russa)
- Arquidiocese de Igrejas Ortodoxas Russas na Europa Ocidental* (1931-2018)
- Igreja Ortodoxa da Finlândia (Arcebispo de Helsinque e Toda a Finlândia, ex- Arcebispo da Carélia e Toda a Finlândia)

* Autonomia não reconhecida universalmente.

#### Sob o Patriarcado Ortodoxo grego de Antioquia
- Arquidiocese Cristã Ortodoxa Antioquina da América do Norte

#### Sob o Patriarcado Ortodoxo grego de Jerusalém
- Igreja Ortodoxa do Monte Sinai

#### Sob o Patriarcado de Moscou
- Igreja Ortodoxa da Bielorrússia
- Igreja Ortodoxa da Letônia
- Igreja Ortodoxa Ucraniana* (autonomia reconhecida pela Igreja Ortodoxa Russa, mas não é mais reconhecida pelo Patriarcado Ecumênico desde outubro de 2018, Patriarcado de Alexandria desde novembro de 2019 e Igreja da Grécia desde agosto de 2019)
- Metrópole de Chișinău e Toda a Moldávia
- Igreja Ortodoxa no Japão* (autonomia reconhecida pela Igreja Ortodoxa Russa, mas não pelo Patriarcado Ecumênico)
- Igreja Ortodoxa Chinesa* (praticamente inexistente, autonomia reconhecida pela Igreja Ortodoxa Russa, mas não pelo Patriarcado Ecumênico)

* Autonomia não reconhecida universalmente.

#### Sob o Patriarcado sérvio
- Arcebispado Ortodoxo de Ocrida (extinto)

#### Sob o Patriarcado romeno
- Metrópole da Bessarábia
- Metrópole Ortodoxa Romena das Américas

### Igrejas semi-autônomas

#### Sob o Patriarcado de Constantinopla
- Igreja de Creta

#### Sob o Patriarcado de Moscou
- Igreja Ortodoxa da Estônia*
- Igreja Ortodoxa Russa fora da Rússia *

* Autonomia não reconhecida universalmente.

### Igrejas Ortodoxas com autogoverno limitado, mas sem autonomia

#### Sob o Patriarcado de Constantinopla
- Arquidiocese Ortodoxa Grega da Itália e Malta
- Metrópole da Coreia
- Exarcado das Filipinas
- Diocese Ortodoxa Cárpato-Russa Americana
- Igreja Ortodoxa Ucraniana do Canadá
- Igreja Ortodoxa Ucraniana dos EUA

#### Sob o Patriarcado de Moscou
- Exarcado Ortodoxo Russo na Europa Ocidental
- Exarcado Ortodoxo Russo no Sudeste Asiático
- Exarcado Ortodoxo Russo na África[21][22][23][24][25]

## Igrejas sem reconhecimento

### Igrejas em resistência (Verdadeira Ortodoxia)
São igrejas que se separam da comunhão tradicional sobre questões de ecumenismo e reforma do calendário desde a década de 1920. Devido ao que essas igrejas percebem como erros do modernismo e do ecumenismo na ortodoxia dominante, elas abstêm-se de concelebrar a Divina Liturgia com a ortodoxa dominante, mantendo que permanecem totalmente dentro dos limites canônicos da Igreja: ou seja, professando a crença ortodoxa, mantendo sucessão apostólica legítima e existindo em comunidades com continuidade histórica. Com exceção da Igreja Ortodoxa da Grécia (Santo Sínodo em Resistência), eles comungam os fiéis de todas as jurisdições canônicas e são reconhecidos por e em comunhão com a Igreja Ortodoxa Russa fora da Rússia.
Em parte devido ao restabelecimento dos laços oficiais entre a Igreja Ortodoxa Russa fora da Rússia e o Patriarcado de Moscou, a Igreja Ortodoxa da Grécia (Santo Sínodo em Resistência) rompeu a comunhão eclesial com o ROCOR, mas o inverso não aconteceu. Ainda não está claro onde estão as igrejas romenas e búlgaras do antigo calendário.
As Igrejas em resistência são:
- Igreja Ortodoxa da Grécia (Santo Sínodo em Resistência) (1924-2014; fundida com a Igreja dos Cristãos Ortodoxos Genuínos da Grécia)
- Igreja Ortodoxa Búlgara do Antigo Calendário
- Igreja Ortodoxa Romena do Antigo Calendário
- Verdadeira Igreja Ortodoxa Sérvia
- Igreja Ortodoxa Russa Autônoma
- Metrópole Ortodoxa Autônoma da América do Norte e do Sul e Ilhas Britânicas
- Metrópole Ortodoxa Autônoma da Europa Ocidental e América ou Santo Sínodo de Milão

### Igrejas que voluntariamente ficam fora de qualquer comunhão
Essas Igrejas não praticam a comunhão com nenhuma outra jurisdição ortodoxa nem tendem a se reconhecer. No entanto, como as Igrejas em resistência acima, elas se consideram estar dentro dos limites canônicos da Igreja: isto é, professando a crença ortodoxa, mantendo o que acreditam ser uma sucessão apostólica legítima e existindo em comunidades com continuidade histórica. No entanto, seu relacionamento com todas as outras igrejas ortodoxas permanece incerto, como as igrejas ortodoxas normalmente reconhecem e são reconhecidas por outras.
- Velhos Crentes
- Igreja dos Genuínos Cristãos Ortodoxos da Grécia
- Verdadeira Igreja Ortodoxa Russa - Sínodo Lazarita
- Igreja Ortodoxa Russa Autônoma

### Igrejas não reconhecidas
As seguintes igrejas reconhecem todas as outras igrejas ortodoxas tradicionais, mas não são reconhecidas por nenhuma delas devido a várias disputas:
- Igreja Ortodoxa da Abecásia
- Igreja Ortodoxa Autocéfala da Bielorrússia
- Associação de Crentes Ortodoxos Croatas (associação cívica)
- Igreja Ortodoxa Montenegrina
- Igreja Ortodoxa Turca

### Igrejas não reconhecidas e não totalmente ortodoxas
As seguintes igrejas usam o termo "ortodoxo" em seu nome e carregam crenças ou tradições da igreja ortodoxa, mas misturam crenças e tradições de outras denominações fora da ortodoxia:
- Igreja Ortodoxa Evangélica (combina com elementos protestantes - evangélicos e carismáticos)
- Igreja Ortodoxa-Católica da América (combina com elementos ortodoxos católicos e orientais)
- Igreja Católica Nórdica na Itália (originalmente a Igreja Ortodoxa na Itália com vínculos com a Igreja Ortodoxa Ucraniana do Patriarcado de Quieve; agora associada à Igreja Católica Nórdica e à União de Scranton)
- Igreja Ortodoxa Lusitana (combina com elementos católicos)
- Comunhão das Igrejas Ortodoxas Ocidentais (combina com elementos ortodoxos orientais) 
  - Igreja Ortodoxa Celta
  - Igreja Ortodoxa Francesa
  - Igreja Ortodoxa dos Gauleses